# Bogoria Górna
Bogoria Górna – wieś w Polsce położona w województwie łódzkim, w powiecie łowickim, w gminie Zduny.

## Historia
W nocy z 16 na 17 września 1939 żołnierze Wehrmachtu zamordowali 12 mieszkańców. Niemcy najpierw podpalili wieś a następnie strzelali do uciekających ludzi.
W latach 1975–1998 miejscowość administracyjnie należała do województwa skierniewickiego.

## Zabytki
Według rejestru zabytków Narodowego Instytutu Dziedzictwa na listę zabytków wpisany jest obiekt:
- park dworski, nr rej.: 721 z 1.06.1984